# Saint-Mamert-du-Gard
Saint-Mamert-du-Gard é uma comuna francesa na região administrativa de Occitânia, no departamento de Gard. Estende-se por uma área de 14,35 km², com 1 100 habitantes, segundo os censos de 1999, com uma densidade de 76 hab/km².